# Miriam Adelson
Miriam Adelson (Hebreeuws: מרים אדלסון) (Tel Aviv, Mandaatgebied Palestina, 10 oktober 1945), geboren Farbstein, ook bekend als Miriam Ochshorn, is een Israëlisch-Amerikaanse arts met een specialisatie in verslavingszorg en oprichtster van twee centra in verslavingszorg. Ze was tot zijn dood in 2021 getrouwd met Sheldon Adelson, een miljardair die zijn fortuin in de gokindustrie had gemaakt. Het stel samen, maar ook nu nog Miriam afzonderlijk, deden veel aan filantropie. Zo steunden ze Yad Vashem en werd Adelson de grootste donateur van de Trump-campagne in 2024 met een gedoneerd bedrag van 100 miljoen euro in het jaar 2024. Daarnaast is ze sinds 2023 grootaandeelhouder van de Dallas Mavericks. Forbes schatte Adelsons vermogen in juli 2025 op bijna 35 miljard dollar, waarmee ze op de 56 plek stond van rijkste mensen van wereld en de rijkste persoon in Nevada was. In 2024 werd ze genoemd als op vier na rijkste vrouw van de wereld.

## Vroege leven
Adelson werd geboren als dochter van Joodse vluchtelingen Menucha and Simha Farbstein. De Farbsteins waren tijdens de opkomst van de Nazi's hun thuishaven in Polen ontvlucht en hadden zich gesetteld in Haifa in het huidige Israël, waar Menucha een aantal bioscopen uitbaatte. Hoewel Adelsons directe gezin daarmee aan de Holocaust ontsnapte, raakte zij alle vier haar grootouders en het overgrote deel van de rest van haar familie kwijt in de Shoah.

### Opleiding
Ze behaalde aan de Hebreeuwse Universiteit van Jeruzalem een bachelor in genetica en microbiologie. Daarna diende Adelson in het Israëlisch defensieleger, waar ze een medische rol had. Na haar tweejarige diensttijd besloot ze vervolgens arts te worden, waarvoor ze het benodigde onderricht in Tel Aviv ontving. Ze werkte een tijd op de spoedeisende hulp van het Rokach ziekenhuis in Tel Aviv. In de jaren 1970 huwde ze met Ariel Ochshorn, met wie zij twee dochters kreeg. Na hun scheiding in 1986 raakte ze betrokken bij de Rockefeller-universiteit in Amerika, waar ze onderzoek deed naar verslavingszorg en de verspreiding van HIV onder verslaafden. Ze werkte in deze tijd onder Mary-Jeanne Kreek, die ontdekt had dat methadon goed gebruikt kon worden in de verslavingszorg. Ze zouden bevriend raken en veel blijven samenwerken.

### Ontmoeting met Sheldon Adelson
In 1991 liet Sheldon Adelson zich ontvallen dat hij er wel oren naar had een Israëlische vrouw te daten. De vriend aan wie hij dit vertelde, regelde vervolgens een blind date tussen Sheldon Adelson en Miriam Ochshorn. Kort daarna, nog altijd in 1991, liet het stel zich trouwen in Jeruzalem. Ze vertrokken op huwelijksreis naar Venetië, waar Miriam op het idee kwam om het nieuwe casino dat Sheldon zou openen in Las Vegas te stijlen in Venetiaanse sfeer. Dit zou The Venetian worden.

## Invloed
De Adelsons hielden zich niet alleen bezig met casino's, maar zouden ook een tweetal klinieken voor verslavingszorg stichten. Daarnaast zouden ze zich al snel na hun huwelijk mengen in de politiek.

### Klinieken
Na hun huwelijk stichtten de Adelsons in 1993 een afkickkliniek in Tel Aviv. De kliniek ging ervan uit dat verslaving een ziekte was en dat deze onder meer met methadon behandeld kon worden, een toen nog zeer controversiële notie. Er volgde tevens een kliniek in Las Vegas in 2000, de Dr. Miriam and Sheldon G. Adelson Research Clinic. Ook doneerde het stel geld aan de door hen opgerichte Dr. Miriam and Sheldon G. Adelson Medical Research Foundation, die onder meer onderzoek naar kanker bekostigt. Er wordt wel gesuggereerd dat de grote betrokkenheid van het stel bij verslavingszorg niet alleen te maken heeft met Miriams achtergrond, maar ook met de verslaving van Mitchell Adelson, de zoon van Sheldon.

### Politiek
Hoewel het stel zich in eerste instantie politiek op de Democraten richtte, draaide dit al snel. Mogelijke aanleiding hiertoe was een conflict tussen Sheldon Adelson en de vakbonden dat niet opgelost kon worden. Hoe het ook zij, eind jaren 1990 hadden de Adelsons zich afgekeerd van de Democraten en steunden de Republikeinen. Na de dood van Sheldon Adelson, ontpopte Miriam Adelson zich niet tot een mindere steun; zij werd de grootste donor voor Donald Trump en zou ook aanwezig zijn op zijn inauguratie. Linkse journalist Owen Jones duidde haar hierbij aan als een van de plutocraten aan wie Trump schatplichtig was. Hij haalde hierbij Itay Epshtain aan, een Israëlische rechtendeskundige, die haar aanduidde als de 'weduwe van gokspelprofiteur Sheldon Adelson - een extreem belangrijke donor voor de Trump campagne en een dolle aanhanger van Israels annexatie van bezet Palestijns gebied en de onderwerping van Palestijnen. Er hoeft verder maar weinig te worden gezegd.'